# 餘生 (小說)
《餘生》作者為臺灣作家舞鶴於2000年1月出版的純文學作品，故事特點在於突破臺灣文學小說項下長久以來的僵化模式，開創呈現異質的台灣本土現代主義風格。屬於長篇小說的該作品，以1931年；位於霧社泰雅族馬赫坡社爆發之霧社事件為小說題材。除此題材外，也綜合後續二次霧社事件的歷史定位為寫作目的且穿插吸引讀者的文字意象。
除了小說背景特殊外，《餘生》最大特點是全文僅一個句號，以「逗號」為主的文章結構，充滿不分段落的別有韻味。
《餘生》首部外文譯本為卓立（Esther Lin-Rosolato）及佩許納（Emmanuelle Pechenart）合譯的法文本，於2011年出版。白睿文（Michael Berry）翻譯的英譯本，2017年由美國哥倫比亞大學出版社出版。